# Väike-Maarja
Väike-Maarja (deutsch Klein-St. Marien) ist eine Landgemeinde im Kreis Lääne-Viru in Estland und der Name des größten Dorfes in dieser Gemeinde. Sie hat 5.615 Einwohner (Stand: 1. Januar 2025).

## Geografie
Die Gemeinde Väike-Maarja liegt auf den Pandivere-Höhen im Süden des Kreises Lääne-Viru und grenzt an die Gemeinden Vinni, Laekvere, Avanduse, Rakke, Koeru (Kreis Järva) und Tamsalu.

## Gemeindepartnerschaften
- seit 1989 mit Hausjärvi/Finnland
- seit 1989 mit Sonkajärvi/Finnland
- seit 1993 mit Sirdal/Norwegen
- seit 1993 mit Tommerup/Dänemark
- seit 1993 mit Kaarma/Estland

## In Väike-Maarja geboren
- Maie Kalda (1929–2013), Literaturwissenschaftlerin und -kritikerin
- Georg Lurich (1876–1920), Ringer und Gewichtheber
- Karl Trein (1900–1937), Schriftsteller, Kritiker und Übersetzer

## Dörfer
In der Gemeinde Väike-Maarja liegen die folgenden 25 Dörfer (Einwohnerzahl in Klammern).
| 1. Väike-Maarja (2173) 2. Vao (537) 3. Triigi (301) 4. Kiltsi (282) 5. Ebavere (183) | 1. Avispea (141) 2. Eipri (138) 3. Pandivere (133) 4. Pikevere (125) 5. Koonu (81) | 1. Müüriku (78) 2. Ärina (73) 3. Liivaküla (72) 4. Aburi (63) 5. Äntu (57) | 1. Pudivere (53) 2. Raigu (48) 3. Aavere (45) 4. Kännuküla (41) 5. Raeküla (39) | 1. Varangu (35) 2. Rastla (34) 3. Nõmme (28) 4. Uuemõisa (28) 5. Vorsti (14) |